# Сан-Игнасио-де-Мохос
Сан-Игнасио-де-Моксос (исп. San Ignacio de Moxos) — город в департаменте Бени в северной Боливии. В 2012 году его население составляло 10 054 человека.

## География
Сан-Игнасио является столицей провинции Моксос и расположен на высоте 144 м над уровнем моря на восточном берегу озера Исиборо. Сан-Игнасио расположен в 100 км к юго-западу от Тринидада, столицы департамента.
Сан-Игнасио-де-Моксос расположен в самом влажном регионе департамента Бени, на границе между тропическими лесами Амазонки в регионе Чапаре и муссонными льяносами на западе Санта-Крус и юго-западе Бени. Хотя в Сан-Игнасио-де-Моксос короткий засушливый сезон, дожди идут круглый год, а температура обычно от теплой до жаркой. Согласно системе классификации Кеппена, в этом районе тропический муссонный климат, граничащий с климатом тропических лесов.

## История
Сан-Игнасио-де-Моксос был основан в 1689 году миссионерами-иезуитами Антонио де Орельяна, Хуаном де Эспехо и Альваро де Мендоса. Его первое местоположение находилось в 20 милях к югу от нынешнего местоположения Сан-Игнасио.
В 1743 году, город был перенесён на современное место. Причиной смены локации стала эпидемия оспы и кори, истребившая почти всё население. Ответственными за перемещение были отец-иезуит Бартоломе Браво и его коллега Клаудио Хосе Фернандес, которые снова основали город. Храм нового города начал строиться в 1744 году и был завершен в 1752 году.

## Население
Так менялось население города:
2001 — 9 590 человек
2012 — 10 054 человек

## Культура
В городе ежегодно проводится фестиваль Ичапекане Пьеста, внесённый в список нематериального культурного наследия ЮНЕСКО. Участники фестиваля празднуют победу христианства над традиционными верованиями.

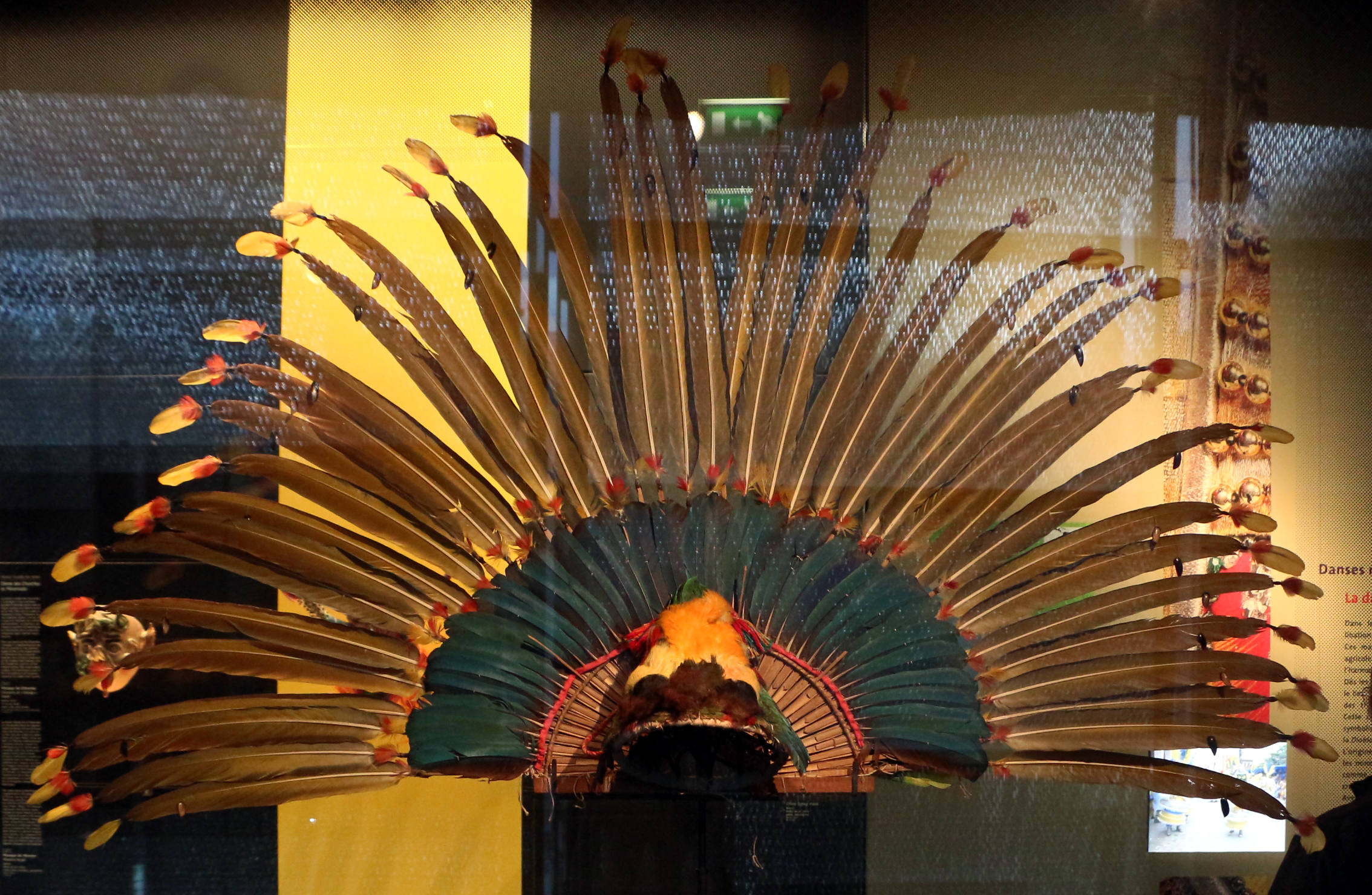
Головной убор участника фестиваля

## Изображения

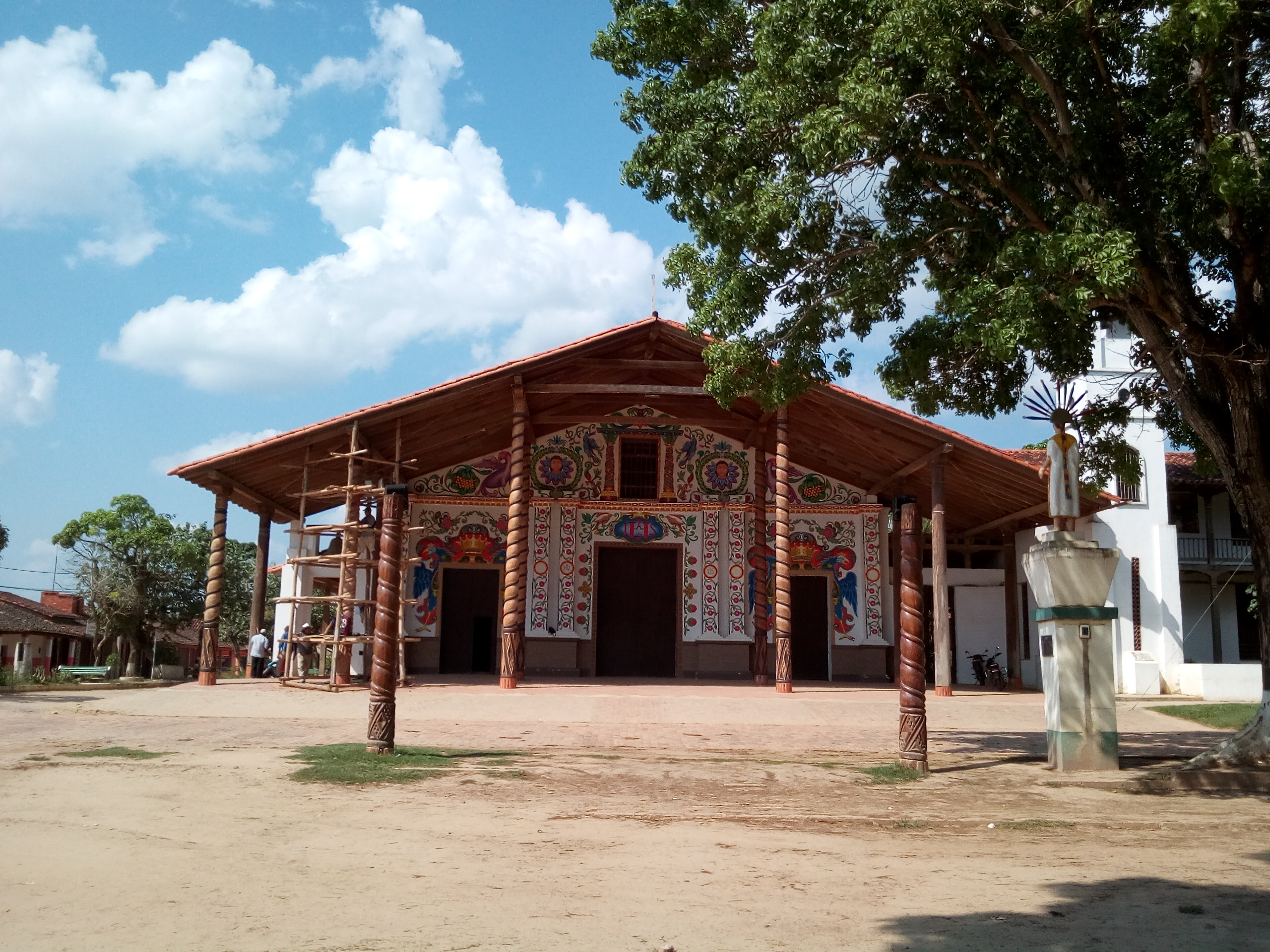
Церковь
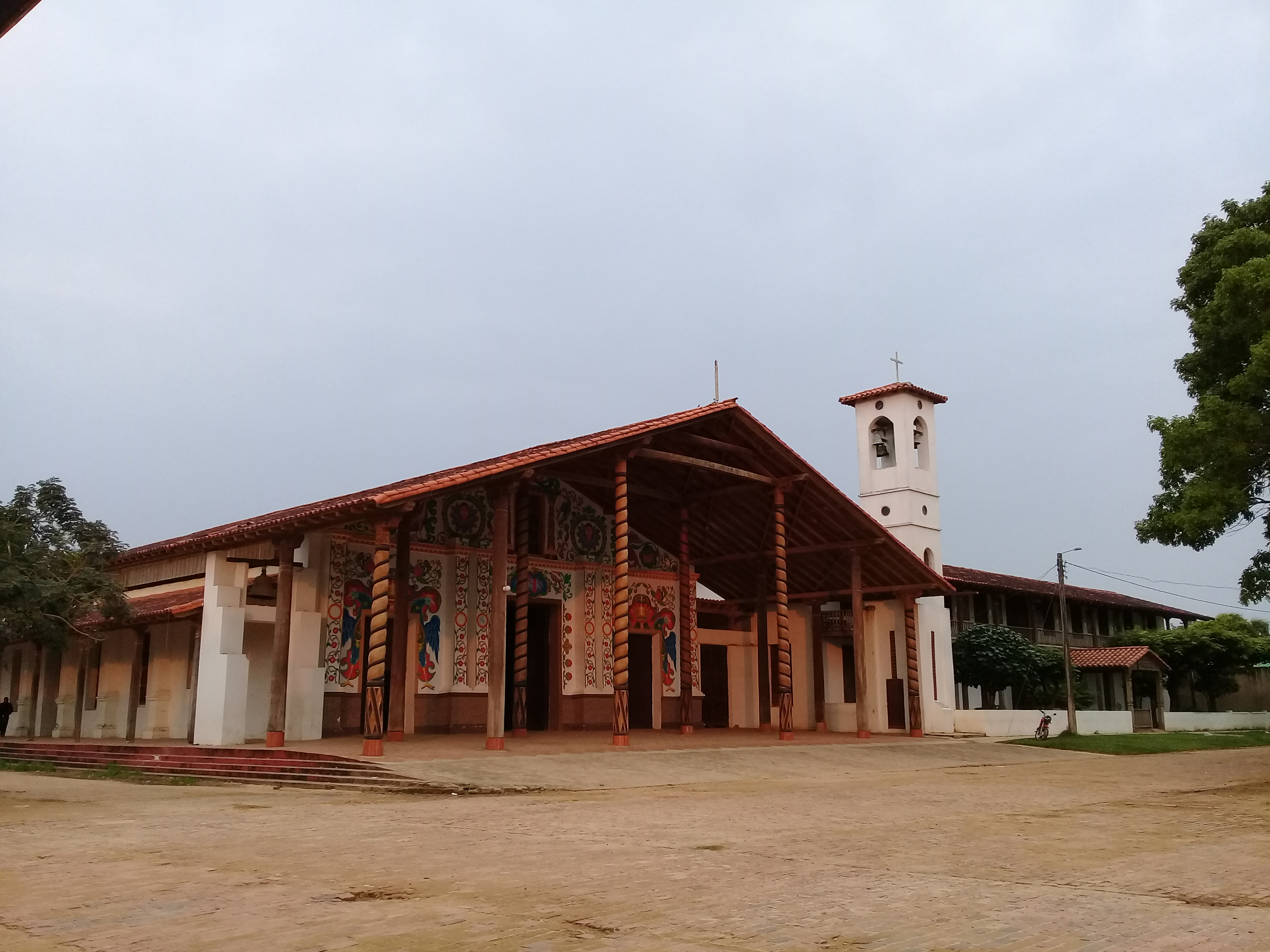
Церковь
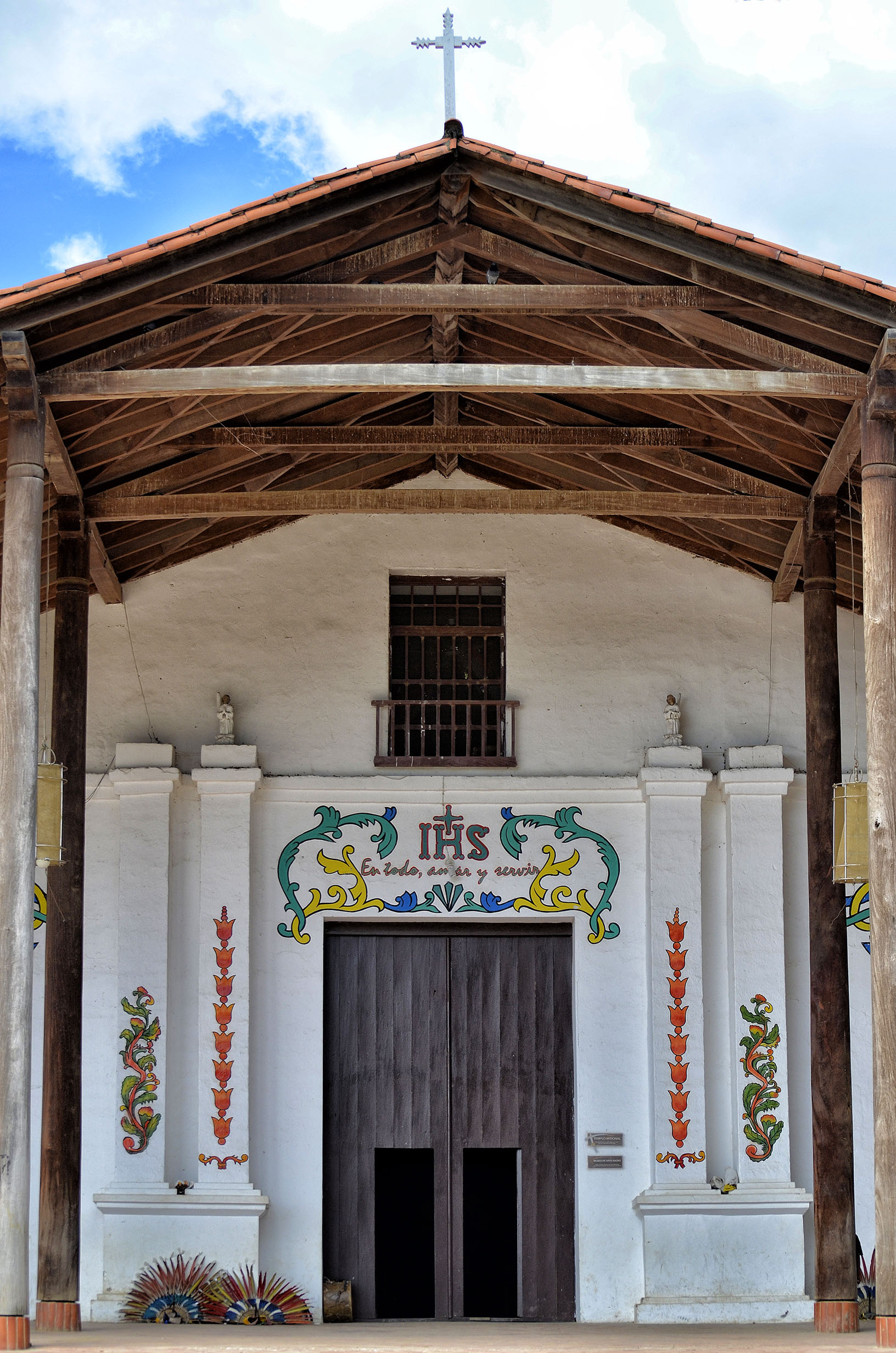
Вход в церковь
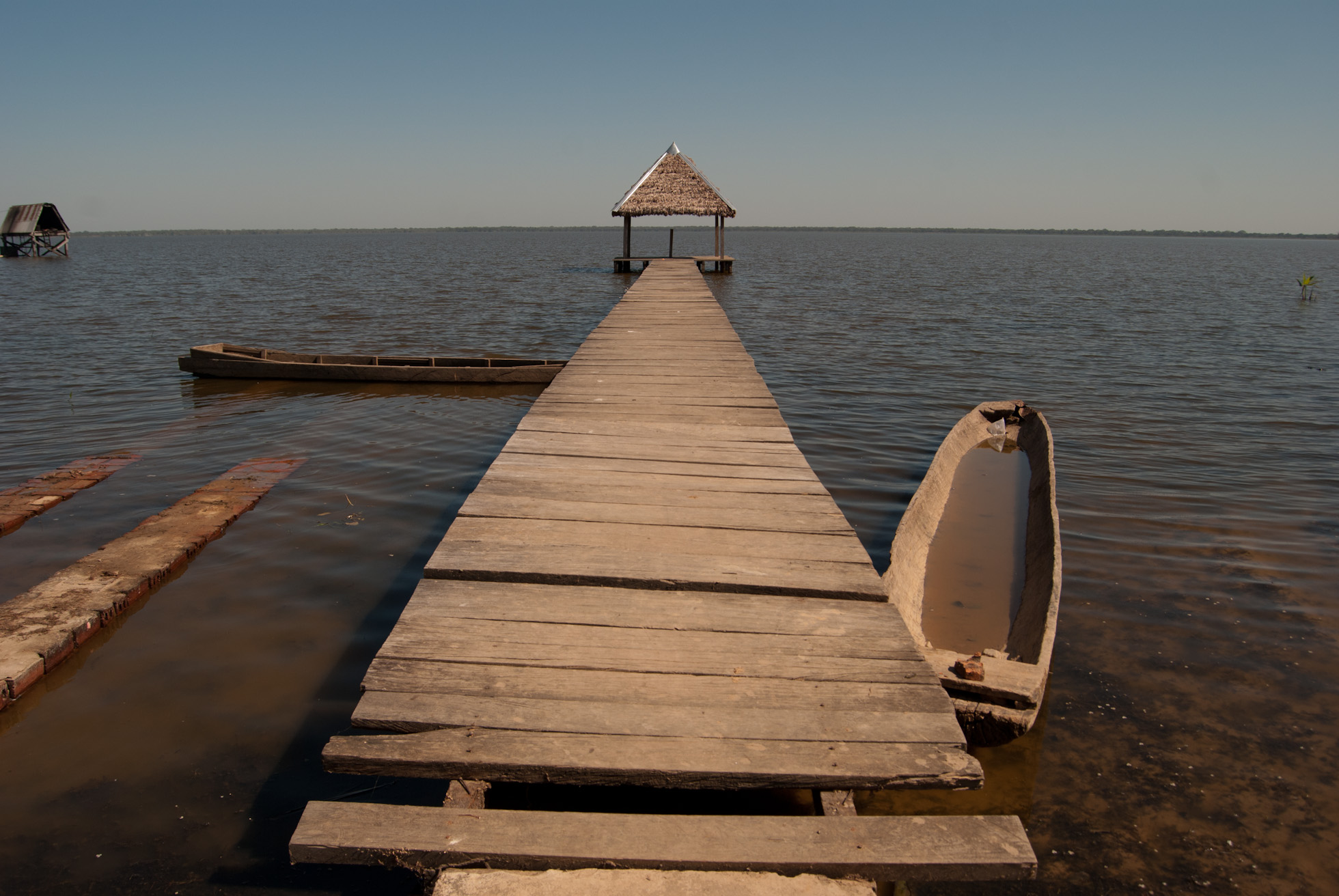
Причал на берегу озера